# Faradayev kavez
Faradayev kavez je zatvoreni prostor u koji ne prodire elektromagnetsko polje. Sastoji se od metalne mreže, odnosno kaveza unutar kojeg se nalazi električna oprema koja se na taj način štiti od djelovanja električnog polja. Faradayevim kavezom smatra se i oprema koja služi u građevinarstvu za zaštitu objekata od udara groma, gromobran. Ime je dobio prema britanskom znanstveniku Michaelu Faradayu.

## Učinci unutar kaveza
Faradayev kavez ima sljedeće učinke:
- Unutar kaveza nije moguć prijem radiovalova (npr. radio, GSM itd.)
- Udari li munja u Faradayev kavez, npr. u automobilu ili zrakoplovu, osobe unutar kaveza ostaju sigurne, jer je jakost električnog polja unutar kaveza mnogo manja od vanjske. U blizini otvora metalne oplate prodire vanjsko magnetsko polje unutar zaštićenog prostora. Jakost prodora ovisi o širini otvora u odnosu prema valnoj duljini vanjskog polja elektromagnetskog spektra.
- Ako se unutar kaveza dogodi električno pražnjenje, osobe izvan kaveza su sigurne.